# Nordische Skiweltmeisterschaften 1927/Teilnehmer (Jugoslawien)
| Goldmedaillen | Silbermedaillen | Bronzemedaillen |
| ------------- | --------------- | --------------- |
| —             | —               | —               |

Jugoslawien nahm an den Nordischen Skiweltmeisterschaften 1927 in Cortina d’Ampezzo mit einer Delegation von zumindest vier Athleten teil.  
Die Brüder Joško und Janko Janša aus Mojstrana in der Oberkrain nahmen am Dauerlauf über 50 km teil und belegten die Ränge 19 und 27. Zwei weitere jugoslawische Sportler mussten im 50 km Wettbewerb frühzeitig aufgeben und scheinen nicht in den Ergebnislisten auf. 

## Teilnehmer und Ergebnisse
| Sportler    | Verein              | Skilanglauf 18 km | Skilanglauf 50 km | Skispringen K-50 | Nordische Kombination |
| ----------- | ------------------- | ----------------- | ----------------- | ---------------- | --------------------- |
| Janko Janša | SK Ilrija Ljubljana | –                 | 27.               | –                | –                     |
| Joško Janša | SK Ilrija Ljubljana | –                 | 19.               | –                | –                     |
| ?           |                     | –                 | DNF               | –                | –                     |
| ?           |                     | –                 | DNF               | –                | –                     |